# Vayres (Gironde)
Vayres (okzitanisch Vairas) ist eine südwestfranzösische Gemeinde mit 4414 Einwohnern (Stand 1. Januar 2022) im Département Gironde in der Region Nouvelle-Aquitaine.

## Lage
Der Ort Vayres liegt auf dem linken, in diesem Fall westlichen Dordogne-Ufer in einer Höhe von etwa 20 Metern ü. d. M. Nächstgelegene Stadt ist das etwa zehn Kilometer (Fahrtstrecke) östlich gelegene Libourne; die Großstadt Bordeaux ist etwa 32 Kilometer in westlicher Richtung entfernt.

## Bevölkerungsentwicklung
| Jahr      | 1962 | 1968 | 1975 | 1982 | 1990 | 1999 | 2006 | 2017 |
| Einwohner | 1853 | 1845 | 2295 | 2361 | 2491 | 2631 | 3149 | 3956 |

Im 19. Jahrhundert hatte die Gemeinde stets zwischen 1350 und 2000 Einwohner. Die zunehmende Mechanisierung der Landwirtschaft führte in der ersten Hälfte des 20. Jahrhunderts zu einem kontinuierlichen Absinken der Einwohnerzahlen bis auf die Tiefststände von knapp über 1500 Personen in den 1930er und 1940er Jahren. Die Nähe zur Großstadt Bordeaux hat – als Folge der auf dem Lande deutlich niedrigeren Immobilienpreise – in den letzten Jahrzehnten zu einem neuerlichen Anstieg der Bevölkerungszahlen geführt.

## Wirtschaft
Vayres lebte jahrhundertelang von der Landwirtschaft, zu der auch der Weinbau gehörte. Die hier produzierten Weine wurden früher hauptsächlich über die Häfen an der Gironde nach England exportiert; seit 1937 hat die Region um Vayres die eigene Appellation Graves de Vayres (AOC). Der Ort selbst fungiert bis heute als regionales Handels-, Handwerks- und Dienstleistungszentrum. Auch der Tourismus spielt in Form der Vermietung von Ferienwohnungen (gîtes) eine gewisse Rolle im Wirtschaftsleben der Gemeinde.

## Geschichte
Aus gallorömischer Zeit stammen die durch Ausgrabungen ermittelten Reste eines Landgutes (villa rustica) in der Nähe des heutigen Schlosses. Auf die Römer geht auch der Weinbau in der Region zurück. Von 1154 bis 1453 gehörte das Gebiet zum – von der englischen Krone beanspruchten – Gebiet des Herzogtums Guyenne.

## Sehenswürdigkeiten

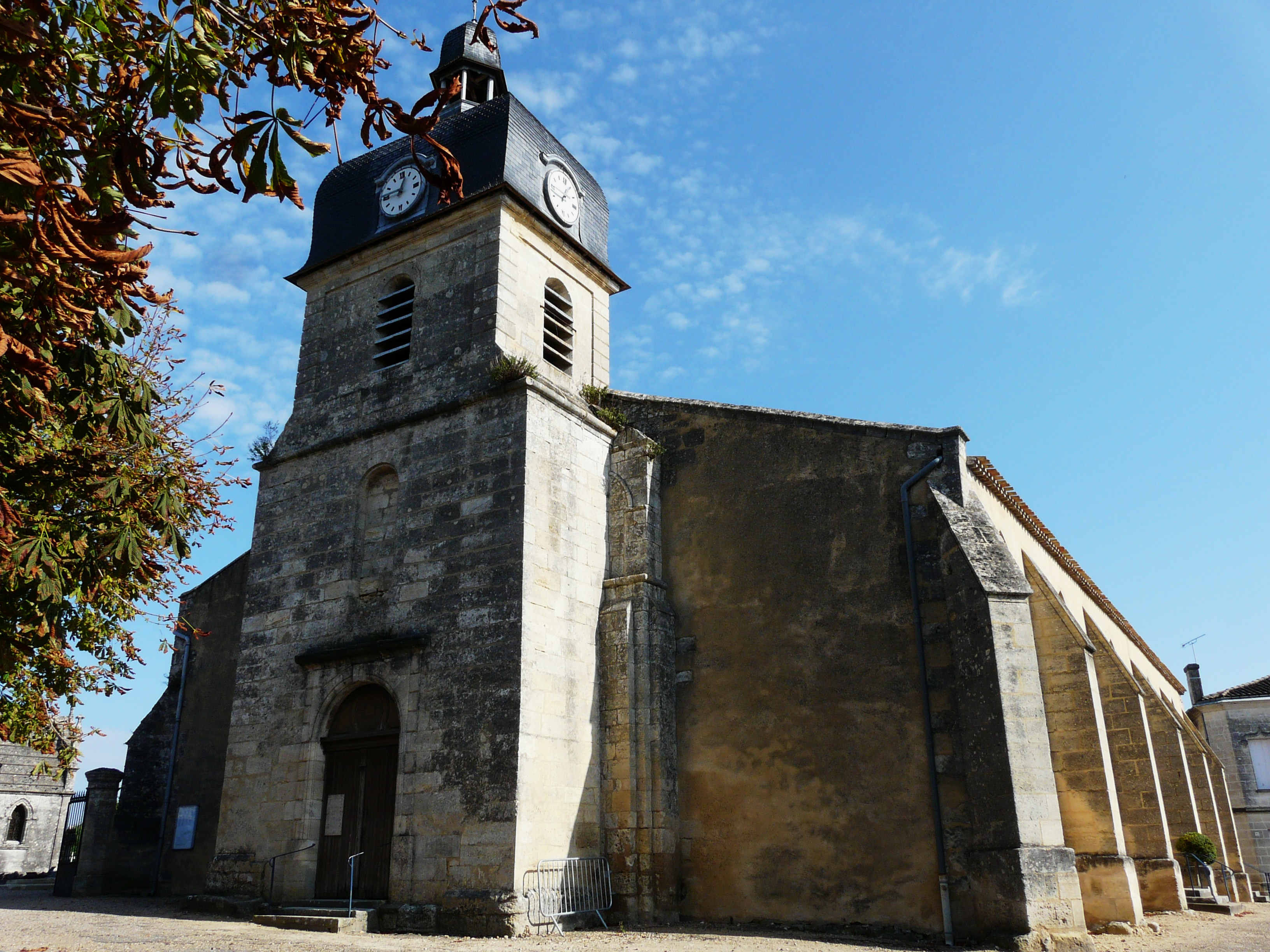
Kirche Saint Jean-Baptiste

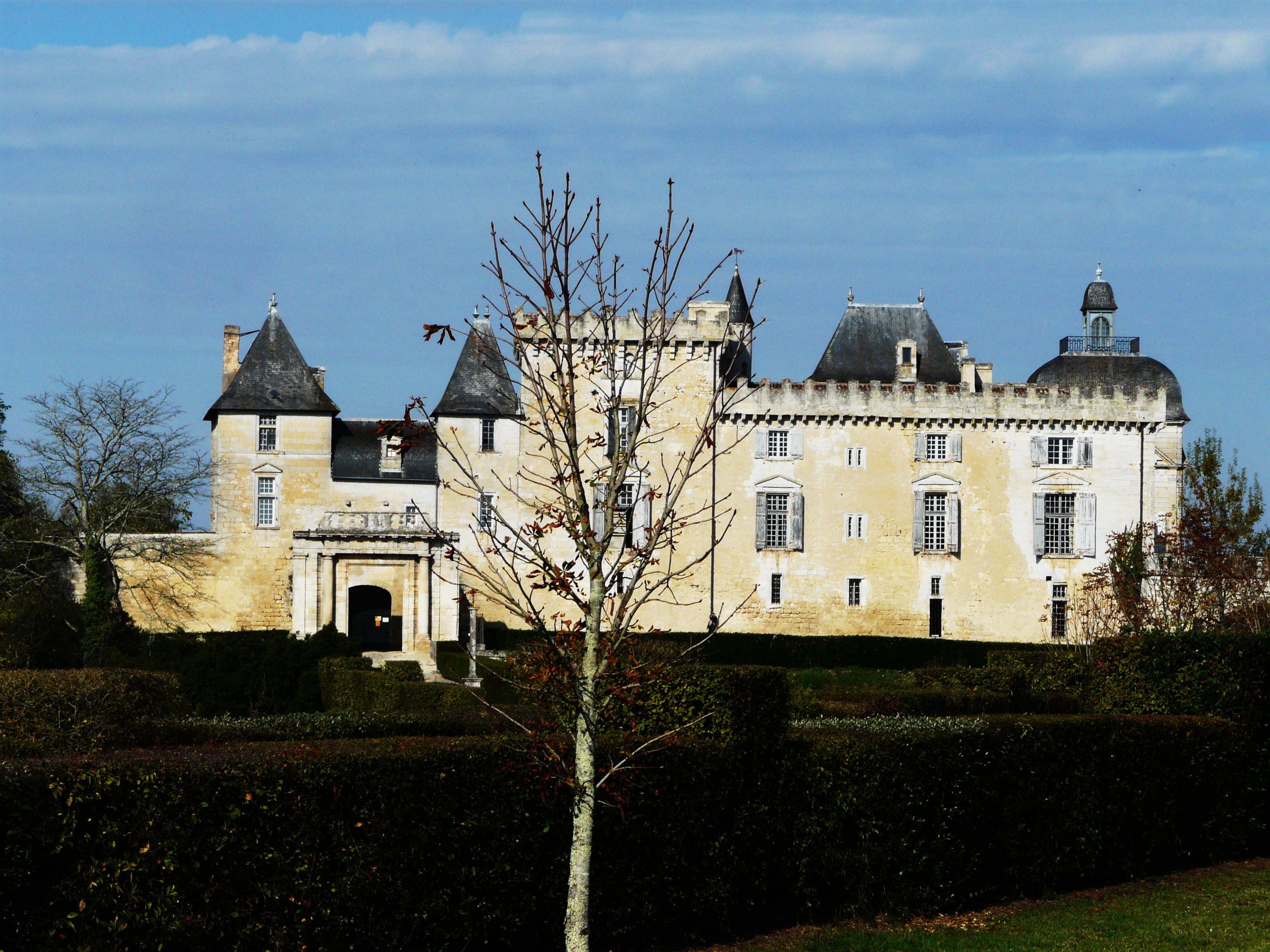
Château de Vayres – Seitenansicht mit mittelalterlicher Torburg (châtelet) und Wehrturm (donjon)

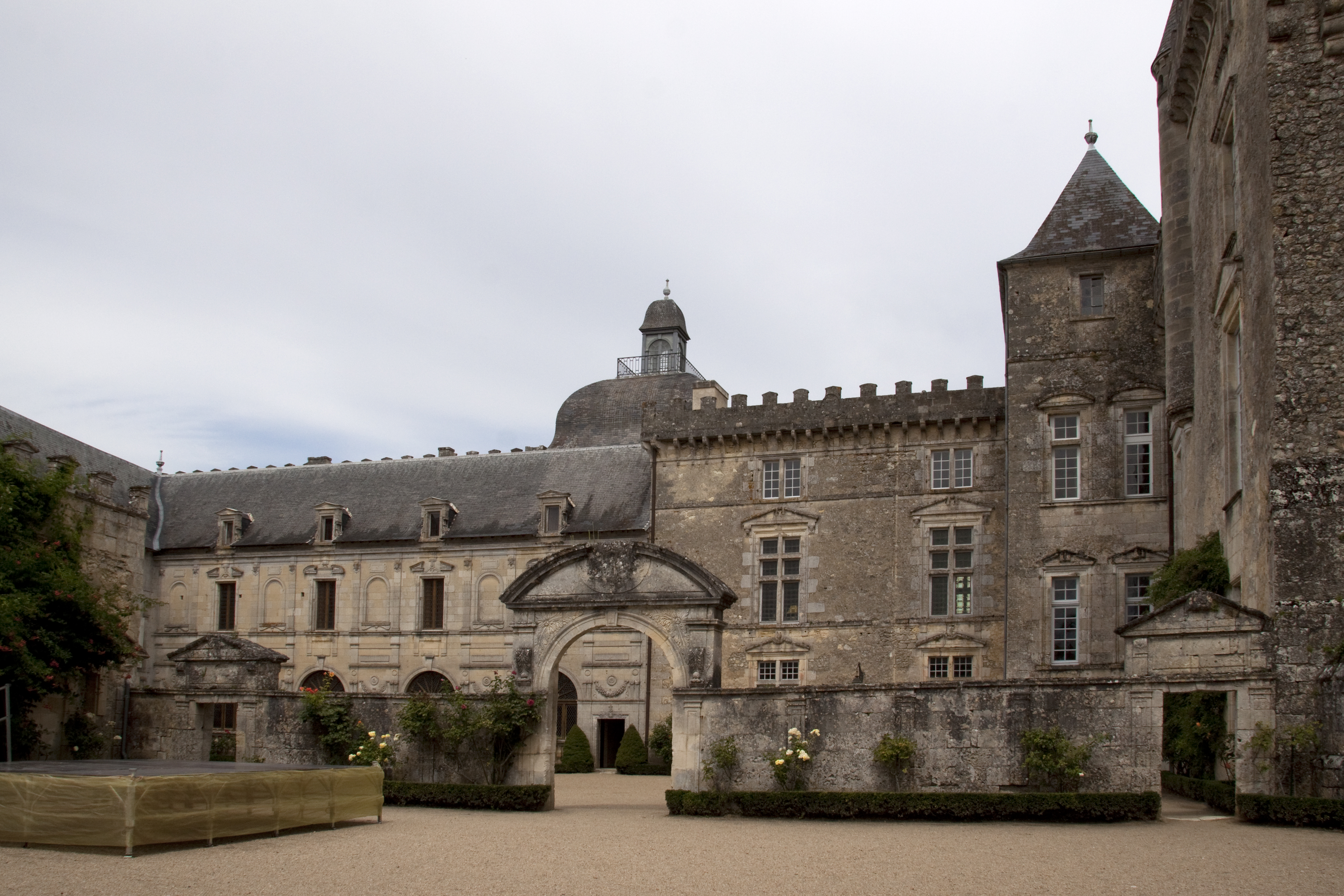
Château de Vayres – Innenhof

- Von der ursprünglich romanischen Pfarrkirche Saint Jean-Baptiste ist nur noch das eher schlichte Portal erhalten. Im 15. Jahrhundert wurde das Kirchengebäude im gotischen Stil erneuert. Im 17. Jahrhundert entstand die für die Region untypische, aber als Turmaufsatz des nahegelegenen Schlosses ebenso zu findende Haube mit aufsitzender Laterne. Im 19. Jahrhundert wurde der Kirchenbau um zwei Seitenschiffe erweitert um die wachsende Bevölkerung der Gemeinde aufzunehmen.
- Das Château de Vayres steht etwa einen Kilometer nordöstlich des Ortes am Ufer der Dordogne (44° 54′ 0″ N, 0° 18′ 53″ W). Es hat eine lange Geschichte: Ein gallorömisches umwalltes Oppidum wurde von einem frühmittelalterlichen Erdhügel (motte) mit einer hölzernen Palisadeneinfassung abgelöst. In einer Urkunde aus dem Jahr 1092 ist bereits von einem Steinbau die Rede. Im Jahr 1288 geht die Burg in den Besitz von Amanieu VII. aus dem Hause Albret über; dessen Familie blieb Eigentümerin des Schlosses bis in die Zeit Heinrichs IV. 1326 stellte sich Bérard d’Albret auf die Seite des englischen Königs Eduard II.; dafür erhielt er finanzielle Mittel, mit denen er seine Burg vergrößerte und verschönerte – aus dieser Zeit sind noch der in den heutigen Südflügel integrierte Bergfried (donjon), die mit einer Zugbrücke versehene Torburg (châtelet) und der Wassergraben (douves) erhalten. Im Hundertjährigen Krieg (1337–1453) war das Schloss vorübergehend in den Händen von Gaston de Foix und von Cesare Borgia; es gelangte jedoch wieder in den Besitz der Albrets zurück. Heinrich von Navarra erbte das Schloss von seiner Mutter Jeanne d’Albret, verkaufte es jedoch im Jahr 1583 an Ogier de Gourgue, den Schatzkanzler der Guyenne, der erhebliche Mittel in einen Teilneubau investierte. Mitte des 17. Jahrhunderts stellte sich die Familie Gourgue jedoch auf die Seite der Fronde, d. h. gegen Kardinal Mazarin und Anna von Österreich, die für ihren noch unmündigen Sohn Ludwig XIV. die Regentschaft ausübte; in den folgenden Machtkämpfen wurde der Bau erneut schwer beschädigt. Um 1700 unternahm Jacques-Joseph de Gourgue, der Bischof des nahegelegenen, aber durch das Konkordat von 1801 aufgelösten Bistums Bazas, umfangreiche Neubaumaßnahmen – in dieser Zeit erhielt es seine heutige Gestalt. Aufgrund seiner langen (Bau-)Geschichte ist das Schloss ein Konglomerat mittelalterlicher und neuzeitlicher Bauteile – hervorzuheben sind der mittelalterliche Torbau und der Donjon sowie der jüngere, vollkommen symmetrisch gestaltete Wohntrakt (corps de logis) mit seinem zentralen Turm, von dem aus eine Treppe ins Untergeschoss führt, von wo über eine doppelläufige Treppe das Gartenparterre zu erreichen ist. Der im Jahr 2012 völlig neugestaltete, regelmäßig angelegte Garten im französischen Stil entspricht in etwa dem Geschmack der Zeit um 1700. Das Schloss ist seit 1938 als Monument Historique anerkannt.[1]
- Mascaret, ein Naturphänomen der Dordogne, bei Flut und starkem Tidenhub erreicht eine hohe Welle Vayres, auf der sogar gesurft werden kann.

## Partnergemeinde
- Laguardia, Baskenland